# Cyril Saulnier
Cyril Saulnier (Tolone, 16 agosto 1975) è un ex tennista francese.

## Carriera
In carriera ha raggiunto una finale in singolare al SAP Open nel 2005. In singolare ha raggiunto la 48ª posizione della classifica ATP, mentre in doppio ha raggiunto il 382º posto.

## Statistiche

### Singolare

#### Finali perse (1)
| Numero | Anno             | Torneo             | Superficie | Avversario in finale | Punteggio |
| 1.     | 13 febbraio 2005 | SAP Open, San Jose | Cemento    | Andy Roddick         | 0-6, 4-6  |